# Barcin (plaats)
Barcin (Duits: Bartschin, voorheen Bartelstädt) is een stad in het Poolse woiwodschap Koejavië-Pommeren, gelegen in de powiat Żniński. De oppervlakte bedraagt 3,69 km², het inwonertal 7864 (2005).
In deze plaats bevindt zich Station Barcin.